# Dialízis

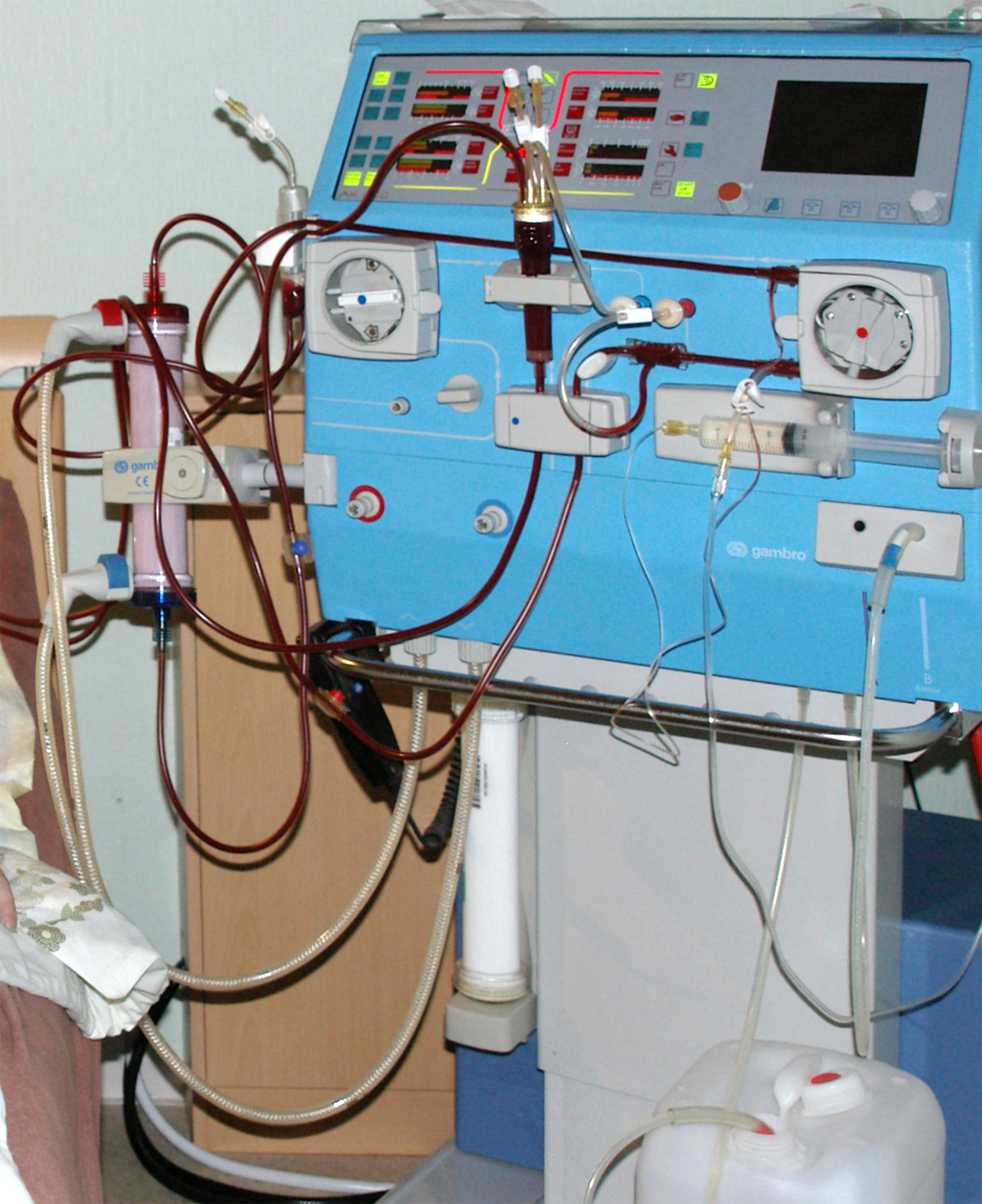
Dializáló készülék (Gambro AK 200)

A dialízis veseelégtelenség esetén a vér salakanyagoktól való megtisztítására szolgáló eljárás. Lényege, hogy egy féligáteresztő hártya egyik oldalán a vért, másik oldalán a dialízisoldatot áramoltatják, és a salakanyagok a hártyán keresztül a vérből a dialízisoldatba mennek át. A dialízis szó görög eredetű, διάλυσις feloldást jelent. Népi nevét, a vérmosást az orvosok helytelenítik, mivel valójában nem átmossák, hanem csak átszűrik a vért. 
Az első dialízist Georg Haas végezte 1924-ben Gießenben. Az áttörést Willem Kolff érte el 1945-ben a hollandiai Kampenben celofán használatával, ami lehetővé tette az ellenőrzött szűrést. Nils Alwall készüléke (1946) még az ödémafolyadékot is ki tudta szűrni a szövetekből.

## Módszerei

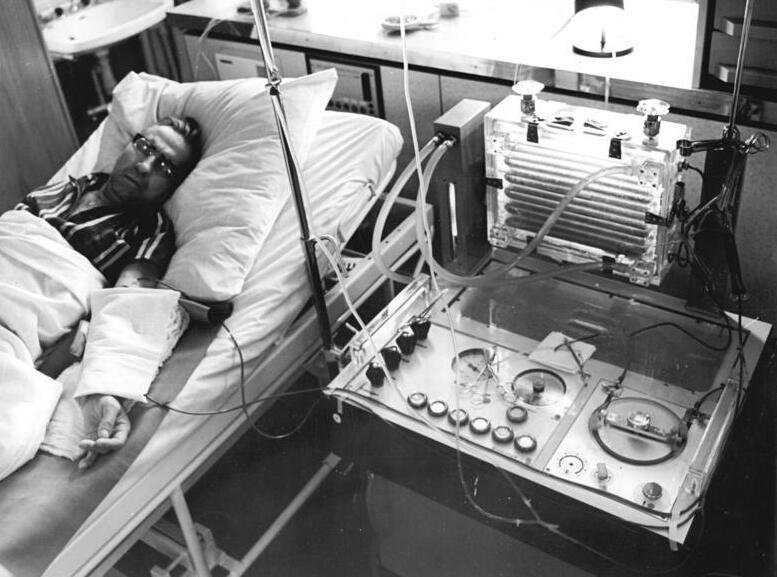
Dialízis közben (1972)

Ismertek testen belüli és testen kívüli módszerek aszerint, hogy a vér a testben marad-e, vagy kivezetik belőle. A legtöbbet alkalmazott testen kívüli módszer a hemodialízis, de használják a hemofiltrációt és a hemodiafiltrációt is. A hemoperfúziót méregtelenítésre, az aferézist más célokra, például a máj egyes funkcióinak pótlására használják. A peritoneális dialízist testen belül végzik. A kezelést szakorvos végzi, mivel mindezek a módszerek és mellékhatásaik ismerete átfogó tudást igényel.

### Hordozható művese fejlesztések
A legújabb kutatások célja a hordozható, illetve viselhető művese (wearable artificial kidney – WAK) megvalósítása, amely kis térfogatú dializátum folyamatos (vagy közel folyamatos) regenerálásával teszi lehetővé a hosszabb, kíméletesebb méregtelenítést, javítva a mobilitást és potenciálisan az életminőséget is. A technológia kulcsa a zárt rendszerű, szorbenseken (pl. aktív szén, cirkónium-alapú cserélők) és/vagy enzimatikus, illetve elektrokémiai eljárásokon alapuló dializátum-újrahasznosítás.
Embereken végzett kísérletek már történtek. A *Lancet* 2007-es pilotvizsgálatában hordható hemodialízis-készüléket próbáltak ki végstádiumú vesebetegeken, biztató biztonsági és hatásossági eredményekkel, ugyanakkor további fejlesztési igénnyel. Egy 2016-os, FDA-jóváhagyású humán vizsgálatban 24 órás kezelés során a WAK fenntartotta a szolut-, elektrolit- és folyadékháztartást; ugyanakkor a készülékhez köthető technikai problémák (többek között CO₂-buborékok a dializátumkörben, változó áramlások) miatt a vizsgálatot idő előtt leállították, ami rámutatott a további mérnöki finomítások szükségességére.
A széles körű bevezetés előtt fő kihívás a további miniatürizálás, a megbízható dializátum-regenerálás és szenzortechnológia, az energiaellátás, valamint a tartós, biztonságos érhozzáférés biztosítása (járás közbeni terheléssel, alacsonyabb véráramlással számolva). Átfogó, friss áttekintések szerint a WAK még fejlesztési fázisban van; a klinikai rutinhoz további mérnöki, szabályozási és logisztikai lépések szükségesek.

### Történeti érdekességek
A 20. század elején már folytak kísérletek membrán-alapú vértisztítással; az első emberi beavatkozások egyikét Georg Haas publikálta, aki 1923-ban az élő, áramló vér dializálásáról számolt be a *Klinische Wochenschrift* hasábjain. A II. világháború idején Willem J. Kolff celofánmembrános, forgódobos dializátora új korszakot nyitott a klinikai alkalmazásban, noha a készülék még nagy és nehezen kezelhető volt.

### Táplálkozási szempontok dialízis alatt
A dializált betegek étrendje speciális, célja a tápanyag-egyensúly fenntartása, a folyadék-visszatartás és az elektrolitzavarok megelőzése, valamint az izomtömeg és a megfelelő tápláltsági állapot megőrzése.
A legfontosabb étrendi ajánlások a következők:  
- Megfelelő fehérjebevitel: hemodialízis esetén napi 1,0–1,2 g/testsúlykilogramm, peritoneális dialízis esetén ennél valamivel több, a fokozott fehérjeveszteség miatt. A fehérje minősége kiemelten fontos; a magas biológiai értékű források (pl. tojás, sovány hús, hal) előnyben részesítendők.[9]
- Foszforbevitel korlátozása: a hiperfoszfatémia megelőzésére, amely csont- és érrendszeri szövődményekkel járhat. A magas foszfortartalmú ételek (pl. belsőségek, magvak, sajtok) kerülendők, illetve foszfátkötő gyógyszerek használata javasolt.
- Káliumbevitel szabályozása: a hiperkalémia elkerülése érdekében a magas káliumtartalmú ételek (pl. banán, paradicsom, burgonya) fogyasztása korlátozandó; szükség esetén előkészítési módszerekkel (áztatás, főzés) a káliumtartalom csökkenthető.
- Folyadékfogyasztás mérséklése: a megengedett mennyiség a napi vizeletmennyiségnél kb. 500 ml-rel több; a túlzott bevitel ödémához és magas vérnyomáshoz vezethet.
- Nátriumbevitel csökkentése: a sózás minimalizálása és a feldolgozott élelmiszerek kerülése a folyadékvisszatartás és a magas vérnyomás mérsékléséért.

A dietoterápia személyre szabása a dialízis típusa, a beteg tápláltsági állapota, laboreredményei és társbetegségei alapján történik, dietetikus és nefrológus együttműködésében.

### Hemodialízis

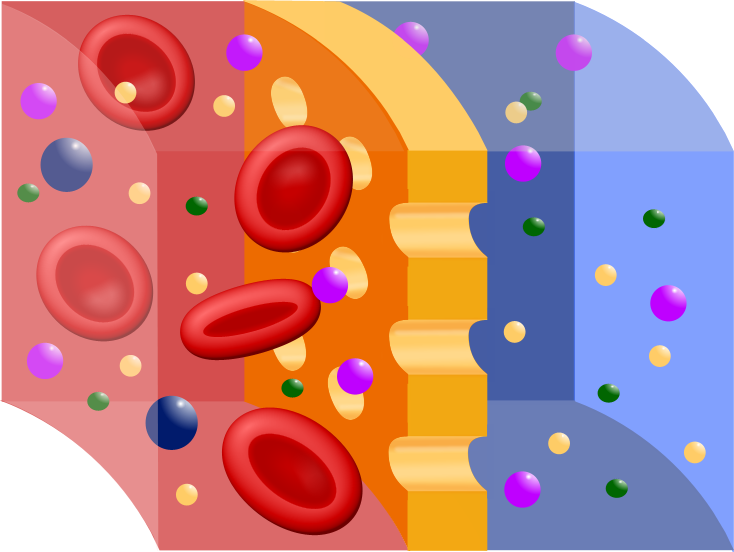
Féligáteresztő hártya

Az eljárás a diffúzió elve alapján működik. Ez azt jelenti, hogy a két, féligáteresztő hártyával elválasztott oldat között az oldott anyagok az alacsonyabb koncentráció irányába mozognak. A hártya egyik oldalán áramlik a dialízis alatt álló vér a fontos ásványi anyagaival, mérgekkel és salakanyagokkal; a másik oldalon a dialízisfolyadék, egy csíraszegény, gondosan összeállított oldat, ami mentes a mérgektől és a salakanyagoktól, és tartalmazza a beteg szükségletének megfelelő ásványi anyagokat. A féligáteresztő hártya pórusai átengedik a kis molekulákat, például a vizet, az ásványi anyagokat és az eltávolítandó veszélyes anyagokat, de visszatartja a sejteket és a nagy molekulákat mint például a fehérjéket.
Alapfeltételei a stabil vérkeringés, a megfelelő vértérfogat és az, hogy könnyen el lehessen találni egy megfelelő ért. Ennek megkönnyítésére artériás-vénás söntöt ültetnek a beteg karjába. Problémás esetekben érprotézist használnak. Nagy ritkán a söntöt a felső combba vagy a kulcscsont alá (az arteria subclavia és a vena subclavia közé) helyezik. Egy további lehetőség katétert vezetni egy elég nagy vénába; ez legtöbbször egy nyaki véna, a vena iugularis interna, néha viszont a felső combbeli vena femoralis, vagy a kulcscsont alatti vena subclavia.
A kezelés alatt a beteg testéből a vért a gépbe pumpálják, ott végigvezetik a féligáteresztő hártya mellett, majd megtisztítva vezetik vissza a testbe. A mérgek és más kis molekulájú anyagok a vérből a dialízisfolyadékba diffundálnak, ezzel kikerülnek a vérből. A gép újra és újra friss dialízisfolyadékot pumpál a féligáteresztő hártyához. A kezelés alkalmanként 4-5 órába telik, kivéve az éjjeli dialízist, ami 8 óra is lehet. Hetente legalább háromszor kell a kezelést elvégezni; a kezelések száma a testmérettől, a vese maradék teljesítményétől és a szív teljesítőképességétől függ. Akik otthon végzik a kezelést, azok gyakrabban végzik ezt a műveletet: minden másnap, vagy akár naponta.
A krónikusan veseelégtelen betegek gyakran vizesednek is. A fölösleges vizet túlnyomással hajtják ki a vérből. Ezzel szabályozzák az eltávolított víz mennyiségét, és utánozzák a vese szűrő funkcióját. A kivont víz mennyiségét gondosan szabályozzák, mivel a szervezet nem tud tetszőleges gyorsasággal vizet juttatni a vérbe, és a vérnyomás veszélyesen lezuhanhat. Emellett a víz különböző sebességgel távozik a különböző szervekből, így az izmok már akkor begörcsölhetnek a vízhiánytól, ha még elegendő folyadék maradt a szervezetben. Emiatt a dialízissel eltávolítható vízmennyiség mértéke korlátozott, tehát a beteg folyadékfogyasztását is korlátozzák. A napi megengedett mennyiség a maradék vizelet mennyiségénél 500 ml-lel több. Sok beteg állandóan szomjas a szervezetében felhalmozódó káros anyagok miatt, így ez további szenvedést jelent számukra.
Orvosi szempontból kívánatos a rövidebb, ámde gyakoribb, akár naponkénti dialízis, mivel így az eloszlás egyenletesebb, és az eljárás első fele hatékonyabb, mint a második. A mindennapi dialízis egyesíti a peritoneális dialízis és a szokásos hemodialízis előnyeit. Azoknak, akiknek nincs lehetőségük otthon dializálni, az éjszakai dialízis kínál lehetőséget a dialízis idejének meghosszabbítására. Vannak, akik tudnak közben aludni, míg másoknak előbb hozzá kell szokniuk; végül vannak, akiknek ez sehogy sem megy. Azonban ritkán kínálnak lehetőséget a mindennapi dialízisre, mivel a betegek kevésbé fogadják el, a szervezés nehezebb, és a társadalombiztosítás sem mindig tudja támogatni. Kivétel lehet az erős vizesedés, vagy a kezdeti időszak, amikor egy hétig minden nap dializálják a beteget.

### Hemofiltráció
Hemofiltrációval dialízisoldat nélkül, a határoló hártyára gyakorolt nyomással vonnak ki folyadékot a vérből. A hártyán átáramló vérplazmával a kiszűrendő anyagok is távoznak. Ez a módszer lassú méregtelenítést tesz lehetővé, és szükség esetén nagy mennyiségű folyadék távolítható el a beteg szervezetéből. A kivont folyadékot elektrolitoldattal helyettesítik.
A spontán filtráció az ütőerek saját nyomását kihasználó hemofiltráció. Ezt a kevéssé hatékony és a vérnyomástól erősen függő módszert hamar felváltotta a pumpával hajtott folyamatos véna-véna hemofiltráció, amit az intenzív osztályokon használnak az akut veseelégtelenségben szenvedő betegek kezelésére.

### Hemodiafiltráció
A hemodiafiltráció egy testen kívüli eljárás, a hemofiltráció és a hemodialízis kombinációja. Különösen a krónikus veseelégtelenség esetén használják. Lehetővé teszi mind a kis, mind a közepes molekulájú anyagok kiszűrését. Az elektrolitot hemodialízis előtt, vagy után adják a vérhez, majd ismét átnyomják egy hártyán, így a hártyán áthaladó áramláserősebb lehet, és ezzel a méreganyagok hatékonyabban eltávolíthatók.

### Hemoperfúzió
A hemoperfúzió nem a vese pótlására, hanem akut mérgezés esetén a méreganyagok eltávolítására szolgáló eljárás. A vért elnyelő anyagon, például aktív szénen pumpálják át, így egyes zsírban oldódó és fehérjéhez kötődő mérgek, például túladagolt gyógyszerek, szerves oldószerek, rovarirtók, gombaölő szerek is eltávolíthatók.

### Peritoneális dialízis
A peritoneális dialízis testen belüli módszere a hashártyát használja féligáteresztő hártyaként. A hashártya a beleket borító több rétegű hártya. Erekkel gazdagon beszőtt kötőszövet, ami az immunrendszert segíti. A peritoneális dialízisnek több fajtája is van. Végezhető otthon, kézi módon, de géppel is. A pontos módszer a hashártya áteresztőképességétől és az alapbetegségtől függ. 
A peritoneális dialízishez katétert ültetnek a hasüregbe. Ezen át dialízisoldatot töltenek a hasüregbe; a módszertől függően 20-30 percig, vagy órákig bent tartják, majd lecsapolják, és újabb adagot töltenek be. A hashártya ereiből a kis molekulájú anyagok a dialízisoldatba diffundálnak. Hogyha vizet is el akarnak távolítani, akkor a dialízisoldatnak töményebbnek kell lennie, mint a vérnek, ezért szőlőcukrot, dextrineket és kísérletileg más anyagokat adnak hozzá. Mivel a hashártya a fehérjék számára is átjárható, ezért ez a folyamat fehérjevesztéssel jár, így a betegnek több fehérjét kell bevinnie, mint a hemodializált betegnek.
Az eljárás előnye a vérkeringés kímélése, így idős és szívbeteg alanyokon is végezhető. További előny a dialízisosztálytól való függetlenség: a kezelés otthon végezhető, és a beteg el is utazhat. A hemodialízis modern eszközei azonban hasonlóan előnyösek lehetnek. A peritoneális dialízis hátránya, hogy a hasüreg nyitva áll, így a kórokozók is könnyen bejutnak, és hashártya-gyulladást okozhatnak. Éppen ezért a betegnek nagyon gondosan, lehetőleg sterilen kell váltogatnia a folyadékokat. Hatékonysága erősen függ a beteg testsúlyától és a maradék vesefunkciótól: minél nehezebb a beteg, és minél kevésbé működik a veséje, annál kevésbé hatásos a módszer. Az évekig a hasüregben váltott szőlőcukoroldat hatására a hashártya áteresztőképessége megnő, ezzel több nátriumot és szőlőcukrot vesz fel. A vizesedés és a magas vérnyomás megelőzése érdekében az oldatok szőlőcukortartalmát növelni, és a váltásokat sűríteni kell. A fehérjeveszteség és a szőlőcukor felvétele anyagcserezavarokhoz vezethet, amik könnyen érelmeszesedést okozhat. Végül át kell térni a peritoneális dialízisről a hemodialízisre.

## A kezelés megkezdése
A kezelés szükségességét több tényező alapján döntik el. Ezek a tényezők lehetnek akutak, vagy krónikusak.
Akut tényezők:
- Akut veseelégtelenség balesetet, vagy műtétet követően
- Hiperkalémia, a kálium magas szintje a vérben
- Metabolikus acidózis, savasodás
- Vizenyő, többnyire tüdőödémaként légszomjjal
- Akut mérgezések dialízissel eltávolítható mérgekkel, például lítiummal vagy acetil-szalicilsavval
- Urémiás szeritózis, például szívbelhártya-gyulladás, vagy agyvelőgyulladás húgyvérűséggel

Krónikus tényezők:
- Szimptómás veseelégtelenség
- A vese működőképességének nagy mértékű romlása

A vese működőképességét ml/min/1,73m²-ben mérik. A 10-15 ml/min/1,73m² már túl rossz ahhoz, hogy a vese egyedül is ki tudjon mindent szűrni.
- Máshogy nem leküzdhető hiperfoszfátémia (túl sok foszfát a vérben), vagy húgyvérűség, túl sok karbamid a vérben